# サリバン原則
サリバン原則（サリバンげんそく-英:Sullivan Principles）は、アフリカ系アメリカ人レオン・サリバン牧師が提唱した2つの企業行動規範のことである。これらは企業が社会的責任を果たすことを推進することを目的として作られた。1つ目の「サリバン原則」は1977年、アパルトヘイト政策をとる南アフリカ共和国に対し、経済的な圧力をかけるために起草された。1990年代から盛んに発表されるようになった企業の社会的責任に関する行動指針の先駆けにあたる。2つ目のものは「グローバル・サリバン原則」と呼ばれ、1999年にサリバン牧師とコフィー・アナン国際連合事務総長が共同で発表したものである。最初のサリバン原則が南アフリカのアパルトヘイトに焦点を当てたのに対し、新しく拡張された原則は、世界レベルでの人権と社会正義の向上に積極的に協力する度合いを増やすべく作成された。

## サリバン原則
1977年、アフリカ系アメリカ人レオン･サリバン牧師はゼネラルモーターズの役員会のメンバーであった。ゼネラルモーターズは合衆国で最大の企業のひとつであり、また、ゼネラルモーターズは南アフリカ共和国で最大の黒人従業員の雇用者だったのである。この時代の南アフリカ共和国は、国の政策として自国の黒人を主な対象にした人種隔離・差別政策、つまりアパルトヘイト政策を推し進めていた。
サリバンは、サリバン原則の提唱から資本引き上げ運動にいたる反アパルトヘイト活動を振り返って次のように述べている。
仕事をする場所からまずははじめた。少しずつきつくねじを締めていき、少しずつハードルをあげていった。最後についに私は、それぞれの会社は企業として市民的不服従を実行しなければならないと言い、自らの主張を明確に表明するに至った。また南アフリカを脅して、2年以内にマンデラを釈放せよ、アパルトヘイトを止めよ、黒人に投票権を与えよ、さもなくばできる限りのアメリカ企業を南アフリカから引き上げさせるであろう、と私は言ったのである。

### サリバン原則の内容
サリバン原則は1977年に導入された（1984年に追加がなされた）。これは7つの原則からなり、企業は、そこでビジネスを行う前提条件として、従業員に対する社会的な待遇改善の要求を行うべきであるとしている。総じてこの原則は、従業員の人種によらない、職場の内外での平等な処遇を命じている。つまり南アフリカの人種隔離と不平等な政策に真っ向から反対するものであった。
原則の本文は次のとおりである。
| サリバン原則 1. 食事・休息・仕事をする施設内で人種隔離を行わないこと。 2. 全ての従業員に、平等で公正な雇用条件を適用すること。 3. 全ての従業員の、同一の時間帯の、まったく同じか同等の仕事に対し、等しい給料を払うこと。 4. 相当数の黒人や非白人が管理や経営、事務、技術の仕事ができるよう、研修を開始し規模・内容を拡大していくこと。 5. 黒人や非白人のマネージャー、その他管理職を増やすこと。 6. 就労環境以外、例えば住居、交通、学校、余暇、健康などの施設での黒人や非白人の生活の質を向上させること。 7. 社会的、経済的、政治的な正義の実現を妨げる法律や習慣を無くすべく行動すること。（1984年に追加された項目） |

### 失敗と成功
サリバン原則は、それが導入されたときから歓迎されてはいたのだが、1970年代から1980年代にかけて南アフリカのアパルトヘイト政策はほとんど変わることなく続いていた。サリバンは、変化への歩みよりを頑固に拒否する南アフリカ政府に圧力を加えるにはこれらの原則は十分でなかったと言って、「満足する成果をあげられず、（サリバン原則を）あきらめることにした」。
しかし、1980年代に行われた南アフリカからの資本引き上げ運動の際は、このサリバン原則がアメリカで広く用いられた。南アフリカのアパルトヘイト政策時代が終わりを告げるまでに、南アフリカで活動する125を超えるアメリカ企業がサリバン原則を公式に取り入れ、そのうち少なくとも100の企業が南アフリカから完全に引き上げたのである。

## グローバル・サリバン原則
元のサリバン原則を導入してから20年余り経った1999年、レオン･サリバン牧師はコフィー・アナン国際連合事務総長（当時）と一緒に「グローバル・サリバン原則」を発表した。レオン・サリバンによれば背伸びしすぎではあるこの原則の目的は、「事業を行っている企業が、経済的、社会的、政治的なそれぞれの正義を支えること」と、全ての人に公平な労働の機会を与える事と人権を尊重することである。  

### グローバル・サリバン原則の内容
これは人権と社会正義を推進することに対して、多国籍企業が国際的なレベルで積極的に参加するように拡張された企業の行動指針である。 
原則の本文は次のとおりである。
| グローバル・サリバン原則 原則 グローバル・サリバン原則を支持する企業として、我々は法律を遵守します。また、社会の責任あるメンバーとして、これらの原則を、ビジネスにおける合法的な役割と矛盾無く適用します。我々は、この原則への組織全体の関わりを確かなものにするように、我々の企業理念、業務手順、社員教育、社内連絡の仕組みを作り上げ、実施します。我々は、この原則を適用することが、より広い寛容の心と、よりよい理解が、人々の間で得られることになることを、またそれが平和的な企業文化を構築することなることを信じています。 ついては、我々は以下のとおりに実行します。 1. 我々は人間の権利、特に、我々の従業員、我々が活動している共同体や我々がビジネスを行っている団体に属する人々の普遍的な人権を支えることを表明します。 2. 皮膚の色、人種、性別、年齢、民族的および宗教的信条というような事柄を尊重しつつ、会社のあらゆる階層において従業員に均等の機会を提供することを推進し、また、児童を搾取すること、体罰、 女性に苦役を課すこと、奴隷的あるいはその他の形の酷役といった、容認し難い待遇によることなく、会社を運営します。 3. 従業員の任意の団体結成の自由を尊重します。 4. 少なくとも業務に支障が無いよう従業員に対して不足を補い、従業員の社会的および経済的な好機をより多くつかめるように、自身の技術や能力を高める機会を与えます。 5. 安全で健康的な職場を提供し、人間の健康および環境を守り、 環境からの利益享受が将来も持続可能である開発を進めます。 6. 知的および他の財産に対する権利を尊重することを含み、公正な競争を行うことを推進し、賄賂を申し出たり、払ったり、受け取ったりしないこととします。 7. 我々がビジネスを行っている地域の政府や共同体と共に、その地域の生活の質－教育、文化、経済、社会がよい状態であること－を高めるよう活動し、不利な背景を背負っている労働者に機会と訓練・教育を与えるよう努めます。 8. 我々がビジネスを行う相手も、これらの原則を適用するよう促します。 これらの原則を導入することにおいて、我々は何も隠すことなく、また、この原則への我々の関わりを明らかにする情報を提供します。 |

## 2つのサリバン原則の意義
人権や社会正義の観点から好ましいとは考えられなくても、企業がそこに存在し活動するだけで、好ましくない政策をとる政府を支持することになる。その政権下での健全な経済状況を維持するには、企業がそこで活動していることが必要だからである。最初のサリバン原則は、好ましいとは思われない政策をそのように暗黙のうちに支持するのではなく、企業活動は継続しながらも政策の廃止を声を大にして求めるべきだという考えをあらわしている。また、この原則を提唱し、受け入れる企業を増やしたことは、企業に利益以外のものにも目を向けさせたことや、企業も労働者も共に勝利を得ることができる道を示したことなどの点で評価できる。
現在においては、企業の社会的責任のありかたを自ら示すよりどころとしては、国連グローバル・コンパクト やSA 8000などさまざまな行動規範が提唱されている。そのなかで、アメリカ企業を中心に、自社の社会的責任に対する取り組みを説明する際に、グローバル・サリバン原則を後援していると説明することが多い。また、カリフォルニア州公務員退職年金基金のような機関投資家が、自らこの原則を適用するのみならず、自分が株主となっている企業にグローバル・サリバン原則に沿う企業活動を要請する例もある。